# Sörskogen

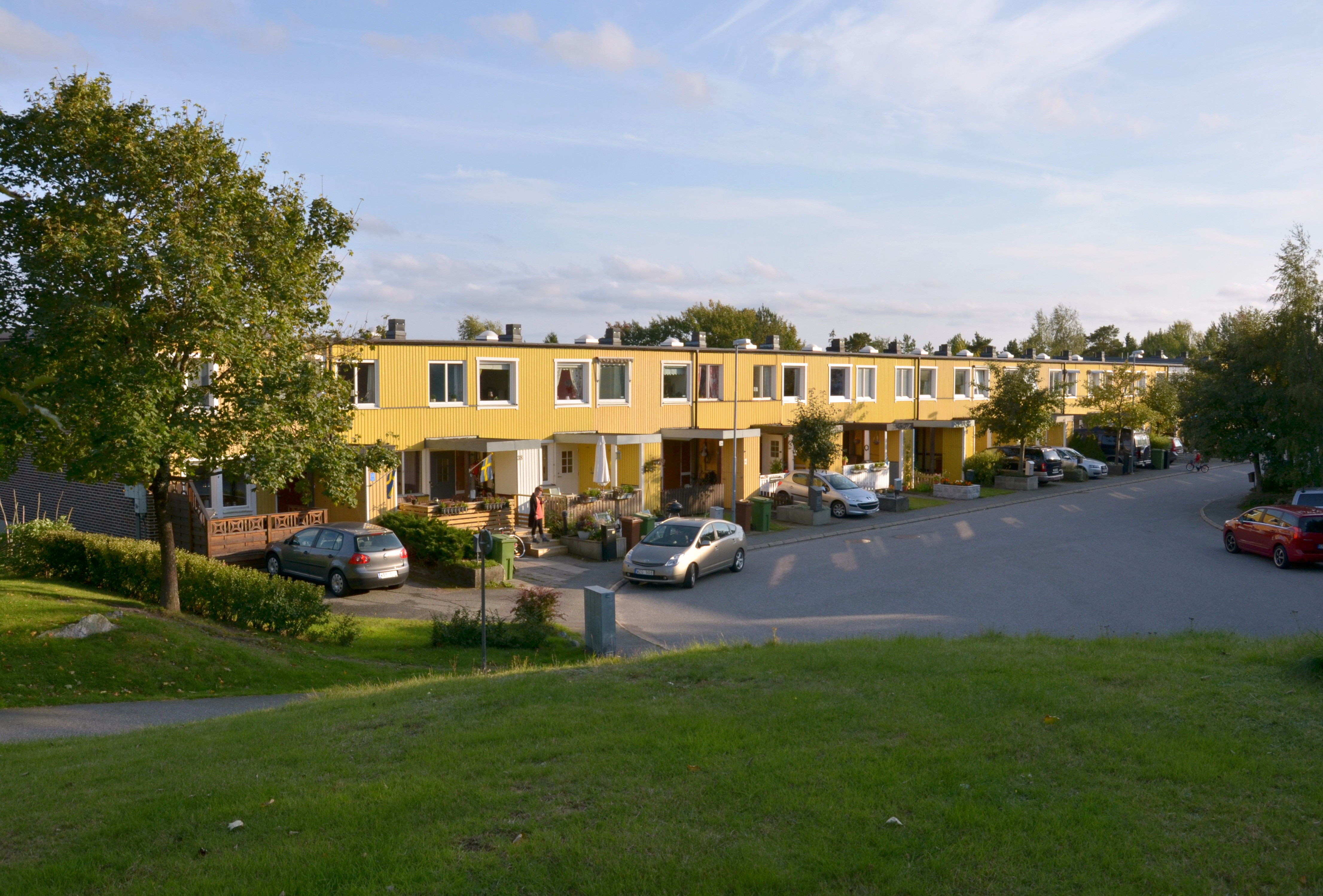
Radhusen vid Flugsvampsvägen.

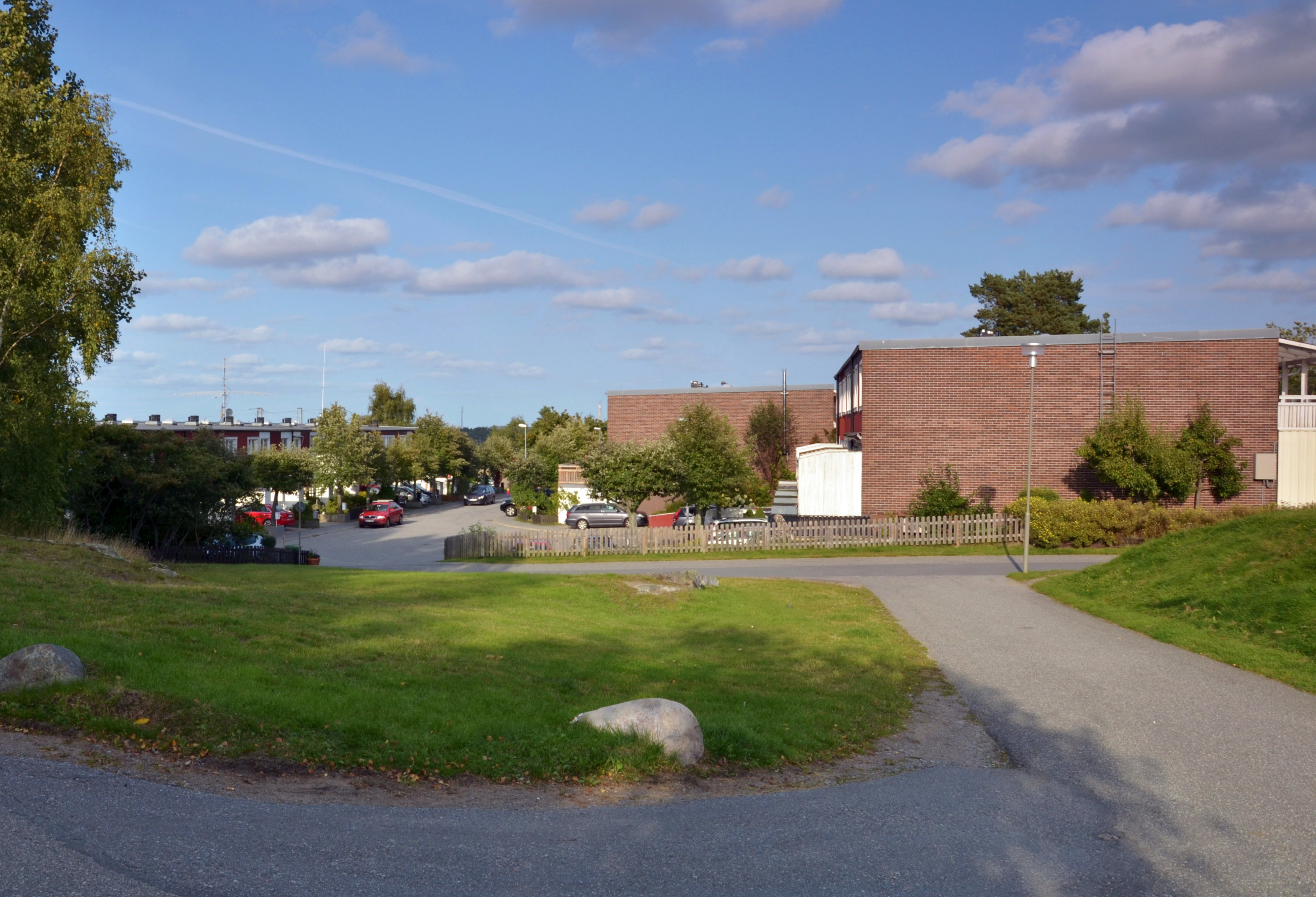
Radhusen vid Bläcksvampsvägen.

Sörskogen är ett bostadsområde i kommundelen Sjödalen-Fullersta i Huddinge kommun och ingår i tätorten Stockholm.

## Beskrivning
Sörskogen ligger mellan Huddinge centrum och Flemingsbergsviken som är en del av sjön Orlången. Området består av en äldre del med villor och kedjehus från 1960-talet ett hundratal meter in i skogen från Lännavägen och en nyare del med radhus från 1970-talet längre upp i skogen. De högst belägna delarna ligger över 70 m ö.h vilket ger många av husen en milsvid utsikt norrut mot Stockholm eller åt sydväst mot Visättra.
Sörskogen brukar ibland kallas för svampriket eftersom vägarna är döpta efter svampar. Villorna och kedjehusen ligger längst Champinjon- och Musseronvägen och radhusen längst Bläcksvamps-, Flugsvamps- och Taggsvampsvägen. Området binds samman av Tryffelvägen som börjar vid Storängsleden. 
I området finns också en idrottsplats som heter Sörskogens BP, den innehåller bl a en fotbollsplan med konstgräs och är hemmaplan för Sörskogens IF som bildades 1973 och bedriver verksamhet inom fotboll och innebandy.
Stadsplanen för Sörskogen ritades i två etapper Sörskogen I (1962) och Sörskogen II (1972) i båda fallen av arkitekt Gösta Nordin. De äldre kedjehusen med panelade och gulmålade fasader ritades av FFNS medan de nyare radhusen med faser i rött tegel skapades av Gösta Nordin.